# Diên Phú, Diên Khánh
Diên Phú là một xã thuộc huyện Diên Khánh, tỉnh Khánh Hòa, Việt Nam.
Xã Diên Phú có diện tích 6,44 km², dân số năm 1999 là 8.774 người, mật độ dân số đạt 1.362 người/km².